# Saint Laurent (film)
Saint Laurent je francouzský životopisný film z roku 2014, který režíroval Bertrand Bonello podle vlastního scénáře. Film zachycuje období 1967-1976 v životě slavného francouzského módního návrháře Yves Saint Laurenta. Snímek měl světovou premiéru na filmovém festivalu v Cannes dne 17. května 2014. Další film o tomto návrháři s názvem Yves Saint Laurent zachycující období 1958-1976 byl uveden jen o několik měsíců dříve.

## Děj
Film zachycuje život Yvese Saint Laurenta mezi lety 1967 a 1976, které pro návrháře znamenalo profesionální a emocionální pnutí poznamenané vztahy s Jacquesem de Bascherem a Pierrem Bergém. Snímek se zaměřuje na jeho pracovní metody, setkání s jeho dvěma múzami Loulou de la Falaise a Betty Catroux, jeho noční excesy, ale především na každodenní izolaci a tlak, kterému musel Saint Laurent čelit.

## Obsazení
| Gaspard Ulliel            | Yves Saint-Laurent           |
| Jérémie Renier            | Pierre Bergé                 |
| Louis Garrel              | Jacques de Bascher           |
| Léa Seydouxová            | Loulou de la Falaise         |
| Amira Casar               | Anne-Marie Munoz             |
| Aymeline Valade           | Betty Catroux                |
| Helmut Berger             | Yves Saint Laurent, zestárlý |
| Micha Lescot              | Jean-Pierre                  |
| Valeria Bruni Tedeschiová | klientka Duzer               |
| Valérie Donzelli          | Renée                        |
| Jasmine Trincaová         | Talitha Getty                |
| Raphaël Neal              | Thadée Klossowski            |
| Travis Kerschen           | Jean-Paul                    |
| Thierry de Peretti        | šéfredaktor Libération       |
| Bertrand Bonello          | novinář z Libération         |
| Thomas Bidegain           | novinář z Libération         |
| Dominique Sandová         | matka Yvese Saint-Laurenta   |
| Patrick Pelloux           | lékař                        |
| Ernst Umhauer             | Pascal                       |
| Alice Barnole             | Madeleine                    |

## Ocenění
- Cena Magritte: nejlepší herec ve vedlejší roli (Jérémie Renier)
- Lumières: nejlepší herec (Gaspard Ulliel); nominace v kategoriích nejlepší film, nejlepší režie (Bertrand Bonello), nejlepší scénář (Bertrand Bonello a Thomas Bidegain)
- César: nejlepší kostýmy (Anaïs Romand); nominace v kategoriích nejlepší film, nejlepší režie (Bertrand Bonello), nejlepší herec (Gaspard Ulliel), nejlepší herec ve vedlejší roli (Jérémie Renier a Louis Garrel), nejlepší výprava (Katia Wyszkop), nejlepší kamera (Josée Deshaies), nejlepší střih (Fabrice Rouaud), nejlepší zvuk (Nicolas Cantin, Nicolas Moreau a Jean-Pierre Laforce)
- Prix Daniel-Toscan-du-Plantier: nominace
- Satellite Awards: nominace na nejlepší kostýmy (Anais Romand)
- Křišťálové glóby: nejlepší herec (Gaspard Ulliel)